# Дерби-Уэст-Кимберли
Дерби-Уэст-Кимберли (англ. Derby-West Kimberley) — графство в штате Западная Австралия, Австралия. Входит в состав округа Кимберли. Административный центр — город Дерби. Согласно оценочным данным 2011 год численность населения графства составляла 8231 человека.

## История
Округ Уэст-Кимберли-Роуд (West Kimberley Road) был создан в 1884 году. Официально Уэст-Кимберли-Роуд получил статус графства 1 июля 1961 года согласно закону о местном самоуправлении. Своё современное название графство получило в 1983 году.

## Административное деление и власть
В состав Совета графства входят 9 представителей.
Дерби-Уэст-Кимберли относится к избирательному округу Кимберли.
На территории округа расположены следующие населённые пункты и местечки:
- остров Кокату
- Камбаллин
- Дерби
- Лума
- Фицрой-Кроссинг
- Нунканба